# Porkeris kommuna
Porkeris kommuna er en kommune med 330 indbyggere (2023) på Færøerne. Den omfatter kun bygden Porkeri på Suðuroy med opland. 1. januar 2009 havde kommunen 334 indbyggere, mod 355 i 1985. Kommunens samlede areal er på 14 km². Borgmester siden 1. januar 2021 er Ása Holm fra Liste B.

## Historie
Med indføringen af det kommunale selvstyre på Færøerne i 1872 tog man udgangspunkt i den kirkelige inddeling. Hele Suðuroy udgjorde Suðuroyar prestagjalds kommuna. Frem til 1908 blev sognene på Suðuroy gradvist udskilt som egne kommuner. Efter en grænsejustering ved Nes i 1928 har strukturen været uændret.

## Faciliteter
Porkeri Kirke blev indviet den 19. september 1847 og er en af de gamle færøske trækirker.
Den nye folkeskole blev indviet 1984, og er bygget i moderne færøsk stil med græstørvstag, og den har ca. 24 elever og 3 lærere, der underviser eleverne fra 1-7 skoleår.
I kommunens nordøstlige del ligger skolecenteret "Skúladepilin", som huser Suðuroys gymnasium "Miðnámsskúlin"og Færøernes sundhedsskole, "Heilsuskúlin".

## Politik
Kommunalbestyrelsen hedder Bygdaráðið (Bygderådet) og har 5 medlemmer. Ved kommunalvalget den 20-11 2020 blev følgende indvalgt med følgende stemmer: Andreas Flagstad Berg (40), Ása Eliabeth Holm (33), Hartvig Kári Bech (33), Ingi Gudfinnsson Olsen (32) og Joanna Diana Vejhe (25). Ása Holm blev borgmester og Andreas Berg viceborgmester.